# Saprinus aequalis
Saprinus aequalis är en skalbaggsart som beskrevs av Walker 1871. Saprinus aequalis ingår i släktet Saprinus och familjen stumpbaggar. Inga underarter finns listade i Catalogue of Life.